# Город встаёт
«Город встаёт» (итал. La città che sale) — картина итальянского художника Умберто Боччони, написанная маслом на холсте в 1910 году. Является первой его крупной работой в стиле футуризма.

## Предыстория

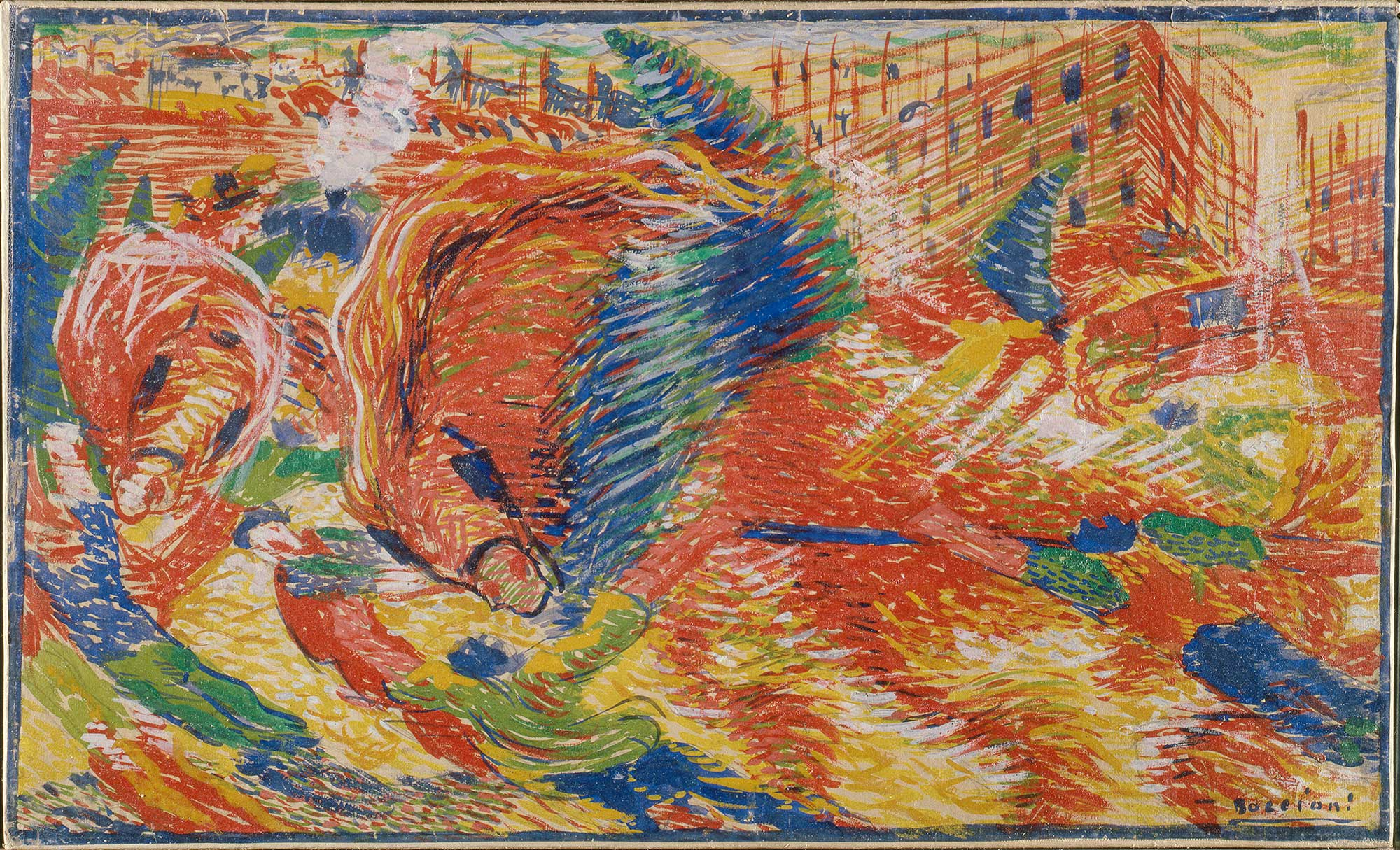
Эскиз к картине «Город встаёт»

Первоначально картина носила название «Труд» (итал. Il lavoro), именно так она была представлена на Выставке свободного искусства (итал. Mostra d’arte libera) в Милане в 1911 году. Несмотря на наличие реалистичных элементов, таких, например, как здание и пространство, визуализированное через перспективу, «Город встаёт» традиционно определяют как первую настоящую футуристскую работу Умберто Боччони. При этом она несильно отличается от ряда его предыдущих работ, посвящённых пригородам. В этой картине его прежнее натуралистическое видение частично сменяется более динамичным.

## Предмет
В верхней части полотна виднеются строящиеся дома с дымоходами, но большую часть пространства картины занимают люди и лошади, слившиеся воедино в динамичном движении. Таким образом, Боччони использует некоторые из наиболее типичных элементов футуризма — возвеличивание человеческого труда и важность современного города, построенного в соответствии с современными потребностями и технологиями. Тема пригородов и городской среды легли в основу множества картин Боччони — от стаккато звуков строительства в «Укладчиках улиц» до буйства звука и цвета, раскрывающегося перед наблюдающим за уличными сценами, типичным примером которого является картина «Улица входит в дом».

## Провенанс
В 1912 году картину купил музыкант Ферруччо Бузони во время европейской передвижной выставки футуристического искусства. Впоследствии она поступила в нью-йоркский Музей современного искусства, где стала частью его постоянной коллекции.